# Zeer Stil Asfalt
Zeer stil asfalt is de merknaam van een speciale, zeer fijne ZOAB, die de geluidsproductie van de band op het wegdek minimaliseert. De ZSA-laag absorbeert, het bandengeluid en is door KWS ontwikkeld voor stedelijke en provinciale wegen.